# Bethany England
Bethany England (Barnsley, Inglaterra; 3 de junio de 1994) es una futbolista inglesa que juega como centrocampista o delantera para el Tottenham Hotspur de la FA WSL inglesa y la Selección de Inglaterra.

## Clubes

### Doncaster Rovers Belles (2011-2015)
England se estableció en el primer equipo del Doncaster Rovers Belles durante la temporada 2011 de la FA WSL. En octubre de 2011 fue cedida al Sheffield Wednesday. En la temporada 2015, sus 14 goles ayudaron al club a terminar segundos en la WSL 2 y ascender a WSL 1.

### Chelsea (2016-2023)
En enero de 2016, se anunció que England había sido fichada por el Chelsea para la temporada 2016. En abril de 2017, firmó un nuevo contrato de dos años.

#### Liverpool (cedida) (2017-2018)
El 14 de septiembre de 2017, England fue cedida al Liverpool para la temporada 2017-18. El 12 de octubre del mismo año, marcó su primer gol para el club contra el Sheffield FC.

### Tottenham Hotspur (2023-)
El 4 de enero de 2023, se anunció que England había sido fichada por el Tottenham Hotspur con un contrato hasta 2026. Su fichaje costó 250.000 libras, lo que supuso un nuevo record nacional.

## Selección nacional
Tras representar a Inglaterra en las categorías dub-19 y sub-23, England fue convocada a la Selección absoluta  de Inglaterra en agosto de 2019 para los amistosos contra Bélgica y Noruega. Debutó el 29 de agosto contra Bélgica y marcó su primer gol el 5 de octubre en un partido contra Brasil.

## Estadísticas

### Clubes
| Club                    | País       | Año             |
| ----------------------- | ---------- | --------------- |
| Doncaster Rovers Belles | Inglaterra | 2011 - 2015     |
| Sheffield Wednesday     | Inglaterra | 2011            |
| Chelsea                 | Inglaterra | 2016 - 2023     |
| Liverpool (cesión)      | Inglaterra | 2017 - 2018     |
| Tottenham Hotspur       | Inglaterra | 2023 - presente |

### Distinciones individuales
| Distinción               | Año     |
| ------------------------ | ------- |
| Jugadora de la Temporada | 2019-20 |
| Jugadora del Año (PFA)   | 2020    |

## Vida personal
England es abiertamente lesbiana; su pareja es Stephanie Williams.